# Angelo Scola
Angelo Scola (Malgrate, 7 de novembro de 1941) é um cardeal italiano da Igreja Católica, filósofo e teólogo. Foi nomeado Arcebispo de Milão por Papa Bento XVI a 28 de junho de 2011.

## Biografia

### Família e Formação
Angelo Scola nasceu em Malgrate, Lombardia, filho de Carlo Scola e de Regina Colombo. Teve um irmão mais velho que faleceu em 1983. Estudou na Manzoni Lyceum em Lecco onde esteve filiado no movimento juvenil Gioventù Studentesca (Juventude Estudantil).
Estudou filosofia na Universidade Católica do Sagrado Coração em Milão entre 1964 e 1967, onde se doutorou com uma dissertação em Filosofia Cristã. Neste período foi Vice-presidente e posteriormente Presidente do Núcleo Diocesano de Milão da Federazione Universitaria Cattolica Italiana, uma ala da Acção Católica.
Continuou os estudos nos Seminários de Saronno e Venegono em Milão onde foi ordenado sacerdote em Teramo a 18 de julho de 1970 pelo bispo Abele Conigli de Teramo-Atri.
Obteve um segundo Doutoramento em Teologia pela Universidade de Friburgo na Suíça, cuja dissertação se baseou no trabalho de São Tomás de Aquino. Enquanto colaborador activo do movimento Comunhão e Libertação a partir dos anos 70, foi também responsável pela edição da revista Communio fundada por Henri de Lubac, Hans Urs von Balthasar e Joseph Ratzinger.
Após um período onde estudou em Munique e Paris e exerceu trabalho pastoral, Angelo Scola regressou a Friburgo  para trabalhar como assistente de investigação da cátedra de Filosofia Política a partir de 1979 e posteriormente, Professor Assistente em Teologia Moral Fundamental, cargo que manteve até 1982, quando foi nomeado Professor de Antropologia Teológica no Pontifício Instituto João Paulo II de Estudos sobre Matrimónio e Família em Roma e Professor de Cristologia Contemporânea na Pontifícia Universidade Lateranense.
Angelo Scola fundou o Studium Generale Marcianum, um instituto académico e o jornal Oasis, publicado em italiano, inglês, francês, árabe, urdu de forma a poder chegar aos cristãos de países islâmicos.
Entre 1986 e 1991, serviu a Cúria Romana como consultor na Congregação para a Doutrina da Fé. Nos vários institutos onde leccionou, procurou angariar fundos para bolsas de estudo destinadas a alunos estrangeiros, nomeadamente de países pobres, para que pudessem estudar em Itália.

### Bispo de Grosseto
Foi nomeado bispo de Grosseto a 18 de julho de 1991 e foi ordenado a 21 de setembro de 1991 pelo cardeal Bernardin Gantin. Escolheu para seu lema: "sufficit gratia tua" (2Cor 12,9) que significa: Basta que tenhas a minha graça. Nesta diocese, promoveu uma renovação na catequese, a incidir na formação de crianças e jovens, e teve uma forte preocupação a nível da formação vocacional e do clero, reabrindo seminários diocesanos. Tentou aproximar as paróquias da população, especialmente dos trabalhadores, principalmente durante o encerramento das Minas de Grosseto, da cultura e da família e fundou uma missão diocesana em Santa Cruz, Bolívia. Durante este período, escreveu e publicou um livro direccionado para os jovens sobre o tema da missão educativa da igreja.

### Reitor da Universidade Lateranense e Cargos na Cúria Romana
Angelo Scola resignou ao governo da Diocese de Grosseto para dirigir a Pontifícia Universidade Lateranense enquanto Reitor, e o Pontifício Instituto João Paulo II de Estudos sobre Matrimónio e Família enquanto Presidente, ambos em Roma.
Em 1995 tornou-se membro da Congregação para o Clero. Também foi constituído membro da Comissão Episcopal para a Educação Católica da Conferência dos Bispos Italianos e, a partir de 1996, foi presidente do Comité para os Institutos de Estudos Religiosos.
Entre 1996 e 2001 foi membro do Pontifício Conselho para a Pastoral no Campo da Saúde, período onde escreveu textos sobre temas nesta área. Foi nomeado membro para o Pontifício Conselho para a Família em 1996.
A 17 de janeiro de 2009 foi nomeado membro do Pontifício Conselho para a Cultura por Bento XVI e a 5 de janeiro de 2011 foi nomeado para o recém criado Pontifício Conselho para a Promoção da Nova Evangelização. É também membro da Congregação para o Culto Divino.
No último ano foi nomeado para vários cargos, dos quais se destacam a 24 de outubro de 2011 para membro do Conselho de Cardeais para o Estudo de Problemas Económicos e Organizacionais da Santa Sé, a 7 de março de 2012 para membro da Congregação para as Igrejas Orientais e a 21 de abril de 2012 para membro da Congregação para a Doutrina da Fé.

### Patriarca de Veneza
Foi nomeado Patriarca de Veneza pelo Papa João Paulo II a 5 de janeiro de 2002, e eleito Presidente da Conferência Episcopal da Região do Triveneto a 9 de abril de 2002. Foi criado cardeal a 21 de outubro de 2003, tendo-lhe sido outorgado o título de cardeal-presbítero de Santos XII Apóstolos. Em Veneza, desenvolveu uma forma aberta de contacto com a população, a ponto de reservar as manhãs de quarta-feira para se reunir com qualquer pessoa que o quisesse ver, sem necessidade de marcação prévia.
Após o falecimento de João Paulo II, chegou ser considerado como papabile, ou seja, como candidato forte à eleição do sumo pontífice da Igreja Católica. O mesmo se verificou após a resignação de Bento XVI.

### Arcebispo de Milão
No dia 28 de junho de 2011 foi nomeado pelo Papa Bento XVI arcebispo metropolita da Arquidiocese de Milão, sucedendo assim ao cardeal Dionigi Tettamanzi. Deixou assim o Patriarcado de Veneza, tomando posse da Arquidiocese de Milão a 9 de setembro de 2011. A entrada solene aconteceu a 25 de setembro de 2011, com uma missa solene no Duomo de Milão.

## Heráldica
| Stemma | Descrizione                      | Blasonatura |
|        | Angelo Scola Bispo de Grosseto   | de azul, para o navio natural flutuando sobre um mar natural com uma estrela de ouro treinada. O escudo, encimado por uma cruz de ouro, colocado em um poste, é marcado por um chapéu com cordões e borlas de verde. As borlas, em número de doze, estão dispostas seis de cada lado, em três ordens de 1, 2, 3. Sob o escudo, na lista esvoaçante de ouro, o lema em letras maiúsculas pretas: SUFFICIT GRATIA TUA.                                                           |
|        | Angelo Scola Patriarca de Veneza | na cabeça de San Marco; de azul, para o navio natural flutuando sobre um mar natural com uma estrela de ouro treinada. O escudo, que é preso a uma cruz processional de ouro patriarcal, colocado em um poste, é marcado por um chapéu com cordões e borlas vermelhas. As borlas, no número trinta, estão dispostas quinze de cada lado, em cinco ordens de 1, 2, 3, 4, 5. Sob o escudo, na lista esvoaçante de ouro, o lema em letras maiúsculas pretas: SUFFICIT GRATIA TUA. |
|        | Angelo Scola Arcebispo de Milão  | na cabeça do Milan; de azul, para o navio natural flutuando sobre um mar natural com uma estrela de ouro treinada. O escudo, que é preso a uma cruz processional de ouro patriarcal, colocado em um poste, é marcado por um chapéu com cordões e borlas vermelhas. As borlas, no número trinta, estão dispostas quinze de cada lado, em cinco ordens de 1, 2, 3, 4, 5. Sob o escudo, na lista esvoaçante de ouro, o lema em letras maiúsculas pretas: SUFFICIT GRATIA TUA.     |